# ریکی هربرت
ریکی هربرت (انگلیسی: Ricki Herbert؛ زادهٔ ۱۰ آوریل ۱۹۶۱) بازیکن سابق و مربی فوتبال اهل نیوزیلند است.
از باشگاه‌هایی که در آن بازی کرده‌است می‌توان به باشگاه فوتبال ولورهمپتون واندررز اشاره کرد.